# Radymno (stacja kolejowa)
Radymno – stacja kolejowa w Radymnie, w województwie podkarpackim, w Polsce. Oddana w roku 1860. Według klasyfikacji PKP ma kategorię dworca lokalnego. Dworzec kolejowy w został wyremontowany w latach 2020–2021 roku i 18 czerwca 2021 oficjalnie udostępniony podróżnym.

## Ruch pasażerski
| Rok  | Wymiana pasażerska na dobę |
| ---- | -------------------------- |
| 2017 | 150-199                    |
| 2018 | 150-199                    |
| 2019 | 200-299                    |
| 2020 | 100-149                    |
| 2021 | 100-149                    |
| 2022 | 200-299                    |

## Historia
Dworzec Kolejowy Otwarty w 1860 roku. Rządzący Austriacy budowali trasę Przemyśl-Rzeszów, i tory kolejowe biegły przez Radymno wówczas wzniesiono Dworzec. W roku około 1990 zamknięto dworzec.